# パラノーマン ブライス・ホローの謎
『パラノーマン ブライス・ホローの謎』（パラノーマン ブライス・ホローのなぞ、ParaNorman）は、ライカ製作による2012年のアメリカ合衆国の3Dストップモーション・アニメーション・コメディ・ホラー映画である。声の出演はケイシー・アフレック、テンペスト・ブレッドソー、ジェフ・ガーリン、ジョン・グッドマン、バーナード・ヒル、アナ・ケンドリック、レスリー・マン、クリストファー・ミンツ＝プラッセ、コディ・スミット＝マクフィー、ジョデル・フェルランド、エレイン・ストリッチ、タッカー・アルブリジーらである。キャラクターの顔を作成するのに3Dカラープリンタを使った初めてのストップモーション映画である。

## 声の出演
| 役名                     | 原語版声優                       | 日本語吹替                                       |
| ------------------------ | -------------------------------- | ------------------------------------------------ |
| ノーマン・バブコック     | コディ・スミット＝マクフィー     | 武田華                                           |
| ニール・ドーン           | タッカー・アルブリジー           | 合田絵利                                         |
| コートニー・バブコック   | アナ・ケンドリック               | 小宮山絵理                                       |
| ミッチ・ドーン           | ケイシー・アフレック             | 小松史法                                         |
| アルヴィン               | クリストファー・ミンツ＝プラッセ | 斉藤貴美子                                       |
| サンドラ・バブコック     | レスリー・マン                   | よのひかり                                       |
| ペリー・バブコック       | ジェフ・ガーリン                 | かぬか光明                                       |
| ノーマンの祖母           | エレイン・ストリッチ             | 片岡富枝                                         |
| ホプキンス判事           | バーナード・ヒル                 | 多田野曜平                                       |
| アガサ・プレンダーガスト | ジョデル・フェルランド           | 清水理沙                                         |
| プレンダーガストおじさん | ジョン・グッドマン               | 白熊寛嗣                                         |
| フーパー保安官           | テンペスト・ブレッドソー         | 品田美穂                                         |
| サルマ                   | ハンナ・ノエス                   | 佐藤美由希                                       |
| Blithe Hollow kid        | アリエル・ウィンター             |                                                  |
| その他声の出演           |                                  | 西宏子／後藤ヒロキ 櫻井トオル 野一祐子／土井真理 |
| 演出                     |                                  | 依田孝利                                         |
| 翻訳                     |                                  | 平田百合子                                       |
| 制作                     |                                  | 東北新社                                         |

## 製作
ストップモーションアニメーションの撮影はオレゴン州ヒルズボロのライカのスタジオで2009年末から2010年初頭頃に始まり、2011年末にフーパー保安官の最後の音声収録が完了した。従来の3Dフォーマットのカメラではなく、スタジオでは60のキヤノン EOS 5D Mark IIで撮影が行われた。製作期間3年のうち、約2年がアニメーションの製作であった。映画の広告キャンペーンは代理店のWieden+Kennedyが行った。『パラノーマン』はストップモーションアニメーション映画としては初めて、フルカラーの3Dプリンタが使われている。

### サウンドトラック
ジョン・ブライオンが映画音楽を作曲し、2012年8月14日にサウンドトラックアルバムが発売された。

## 評価

### 批評家の反応
レビューアリゲータのRotten Tomatoesでは112件のレビューで支持率は87%、平均点は7.4/10である。Metacriticでは30媒体で73/100となった。

### 興行収入
アメリカ合衆国とカナダでは5586万7900ドル、そのほかの国々では4319万1983ドル、全世界で9905万9883ドルを売り上げた。2012年8月3日にメキシコで公開が始まり、初週末に220万ドルを売り上げ、『ダークナイト ライジング』に次いで初登場2位となった。アメリカ合衆国とカナダでは初週末で1400万ドルを売り上げ、『エクスペンダブルズ2』、『ボーン・レガシー』に次いで初登場3位となった。

### ホームメディア
2012年11月27日にDVDとBlu-rayが発売された。

### 受賞歴
| 賞                 | 部門                                   | 候補                                                                 | 結果       |
| ------------------ | -------------------------------------- | -------------------------------------------------------------------- | ---------- |
| 第85回アカデミー賞 | 長編アニメ映画賞                       |                                                                      | ノミネート |
| アニー賞           | アニメ映画賞                           |                                                                      | ノミネート |
| アニー賞           | 映画監督賞                             | サム・フェル、クリス・バトラー                                       | ノミネート |
| アニー賞           | アニメ映画アニメ効果賞                 | Andrew Nawrot、Joe Gorski、Grant Lake                                | ノミネート |
| アニー賞           | 長編映画キャラクターアニメーション賞   | トラヴィス・ナイト                                                   | 受賞       |
| アニー賞           | 長編アニメ映画キャラクターデザイン賞   | Heidi Smith                                                          | 受賞       |
| アニー賞           | 長編アニメ映画プロダクションデザイン賞 | Nelson Lowry、Ross Stewart、Pete Oswald、Ean McNamara、Trevor Dalmer | ノミネート |
| アニー賞           | 長編アニメ映画ストーリーボーディング賞 | Emmanuela Cozzi                                                      | ノミネート |
| アニー賞           | 長編アニメ映画脚本賞                   | クリス・バトラー                                                     | ノミネート |
| サテライト賞       | アニメーション・ミックスメディア映画賞 |                                                                      | ノミネート |